# Cristina Martínez
Cristina Martínez Vaquero es una ex gimnasta rítmica española que compitió en la selección nacional de gimnasia rítmica de España en modalidad de conjuntos, llegando a ser bicampeona de Europa (Stuttgart 1992) y subcampeona mundial (Bruselas 1992), además de lograr otras numerosas medallas internacionales.

## Biografía deportiva

### Etapa en la selección nacional

#### 1992: títulos europeos en Stuttgart y Mundial de Bruselas

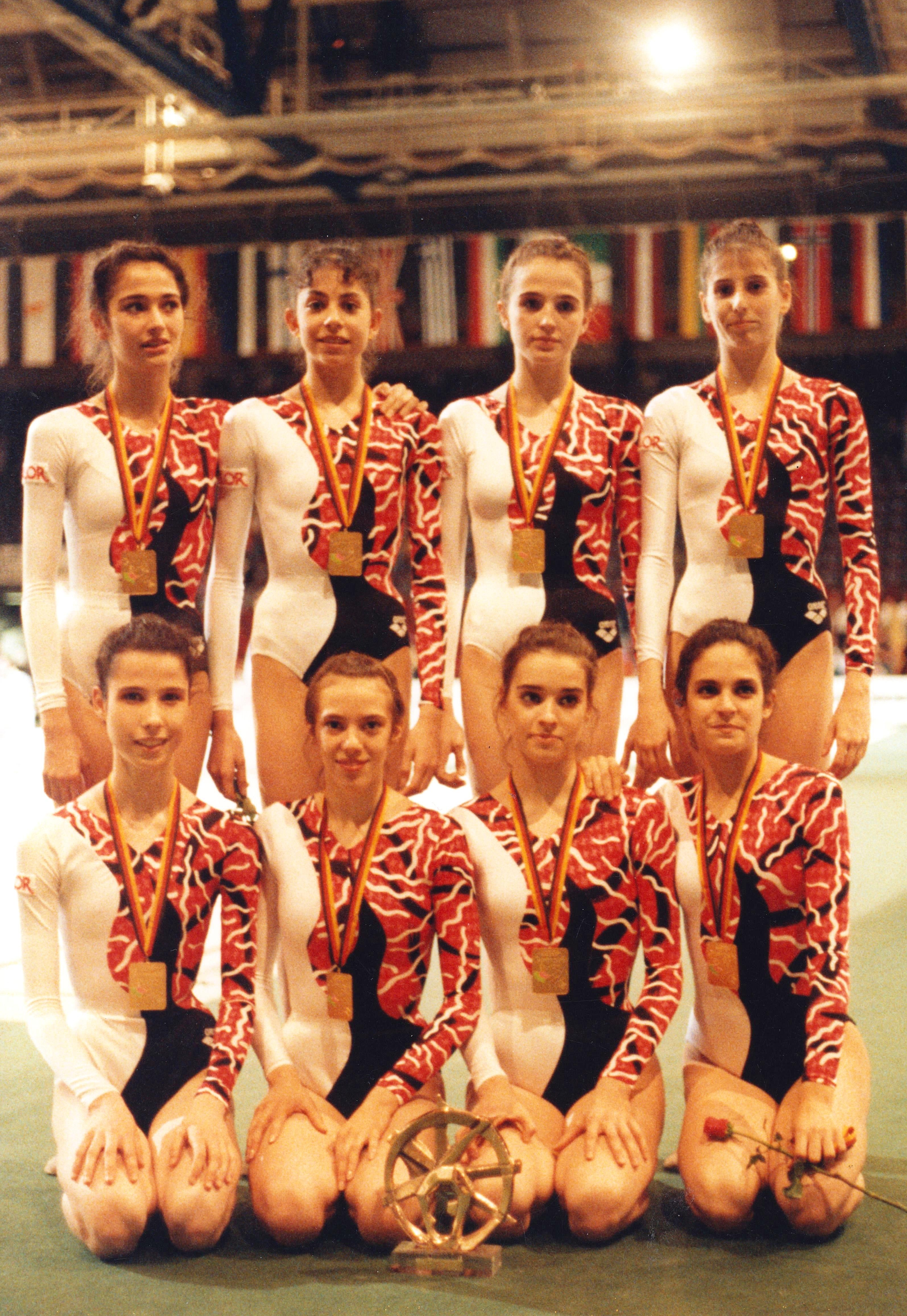
Cristina (segunda a la izqda., de pie) tras proclamarse campeona de Europa en Stuttgart (1992).

En 1992 pasó a formar parte del conjunto español, al ser reclamada por la seleccionadora Emilia Boneva. En el torneo de Karlsruhe serían plata, y posteriormente fueron invitadas a realizar una exhibición en el torneo de Corbeil-Essonnes. Para junio de ese año participó como suplente en el Campeonato Europeo de Stuttgart, donde obtuvieron la medalla de oro en el concurso general (compartida con Rusia), además de conseguir otro oro en la final de 3 pelotas y 3 cuerdas y el bronce en 6 cintas. El conjunto estaba integrado por Cristina, Débora Alonso, Lorea Elso, Bito Fuster, Isabel Gómez, Montse Martín y Gemma Royo, además de Alicia Martín como la otra gimnasta suplente. No competiría en los Juegos Olímpicos de Barcelona debido a que los conjuntos no eran una modalidad olímpica entonces, aunque sí participaría junto al resto de sus compañeras en la ceremonia de apertura encabezando el desfile de las naciones participantes.
Poco después lograron el oro tanto en la Asvo Cup (Austria) como en la general del torneo Alfred Vogel Cup (Países Bajos), donde fueron además plata en 6 cintas y oro en 3 pelotas y 3 cuerdas. Las lesiones de Bito Fuster e Isabel Gómez, hicieron que el conjunto fuese reconfigurado para el Campeonato Mundial de Bruselas, quedando ambas como suplentes y siendo sustituidas en la titularidad de ambos ejercicios por Cristina, Alicia Martín y Bárbara Plaza. Cristina sería titular concretamente en el ejercicio de 6 cintas. Las tres se añadirían a Débora Alonso, Lorea Elso, Montse Martín y Gemma Royo. En esta competición el conjunto obtendría la medalla de plata en el concurso general, quedándose a solo una décima de poder revalidar el título mundial que habían conseguido el año anterior. Además, el 22 de noviembre lograron el bronce en 6 cintas y el octavo puesto en 3 pelotas y 3 cuerdas.

#### 1993: Europeo de Bucarest
En 1993, Ana Roncero pasó a ser seleccionadora nacional y María Fernández Ostolaza se incorporó como entrenadora del conjunto. El renovado conjunto titular para ese año lo integraron Cristina, Carolina Borrell, Alicia Martín, Maider Olleta, Bárbara Plaza y Pilar Rodrigo, con María Álvarez y Regina Guati como suplentes. También se encontraban en el conjunto Lorena Barbadillo, Paula Cabo y Eva Velasco. En el Campeonato de Europa de Bucarest, el conjunto español logró la medalla de bronce en el concurso general y en la final de 4 aros y 4 mazas, y el 6º puesto en 6 cuerdas. En septiembre de 1993 el conjunto español disputó el Gymnastic Masters de Stuttgart, donde obtuvo el 4º puesto tanto en el concurso general como en la final de 4 aros y 4 mazas, y la medalla de bronce en la de 6 cuerdas. En el Group Masters de Alicante fueron plata en el concurso general y oro en las dos finales por aparatos. En Alicante el conjunto ya estaba integrado por Cristina, María Álvarez, Lorena Barbadillo, Paula Cobo, Regina Guati, Alicia Martín, Maider Olleta y Eva Velasco. En la Wacoal Cup de Tokio obtuvieron la medalla de bronce.

### Retirada de la gimnasia
Se retiró en 1993. El 16 de noviembre de 2019, con motivo del fallecimiento de Emilia Boneva, unas 70 exgimnastas nacionales, entre ellas Cristina, se reunieron en el tapiz para rendirle tributo durante el Euskalgym. El evento tuvo lugar ante 8.500 asistentes en el Bilbao Exhibition Centre de Baracaldo y fue seguido además de una cena homenaje en su honor.

## Equipamientos
| Período     | Proveedor  |
| ----------- | ---------- |
| 1992 - 1993 | Arena      |
| 1993        | John Smith |

## Música de los ejercicios
| Año  | Aparatos              | Música                                                                                 |
| ---- | --------------------- | -------------------------------------------------------------------------------------- |
| 1992 | 6 cintas              | Pieza Sevilla, perteneciente a la Suite española, Op. 47 de Isaac Albéniz.             |
| 1992 | 3 pelotas y 3 cuerdas | Música del ballet Arraigo de Jerónimo Maesso, creado para el coreógrafo Víctor Ullate. |
| 1993 | 6 cuerdas             | Desconocida.                                                                           |
| 1993 | 4 aros y 4 mazas      | Capricho español, de Nikolái Rimski-Kórsakov.                                          |

## Palmarés deportivo

### Selección española
| 1992 - DTB-Pokal Karlsruhe* Plata en concurso general - Campeonato de Europa de Stuttgart* Oro en concurso general Bronce en 6 cintas Oro en 3 pelotas y 3 cuerdas - Asvo Cup* Oro en concurso general - Alfred Vogel Cup* Oro en concurso general Plata en 6 cintas Oro en 3 pelotas y 3 cuerdas - Campeonato del Mundo de Bruselas Plata en concurso general Bronce en 6 cintas 8º puesto en 3 pelotas y 3 cuerdas | 1993 - Campeonato de Europa de Bucarest Bronce en concurso general 6º puesto en 6 cuerdas Bronce en 4 aros y 4 mazas - Gymnastic Masters de Stuttgart 4º puesto en concurso general Bronce en 6 cuerdas 4º puesto en 4 aros y 4 mazas - Group Masters de Alicante Plata en concurso general Oro en 6 cuerdas Oro en 4 aros y 4 mazas - Wacoal Cup Bronce en concurso general |

*Como suplente del equipo en ambos ejercicios

## Galería

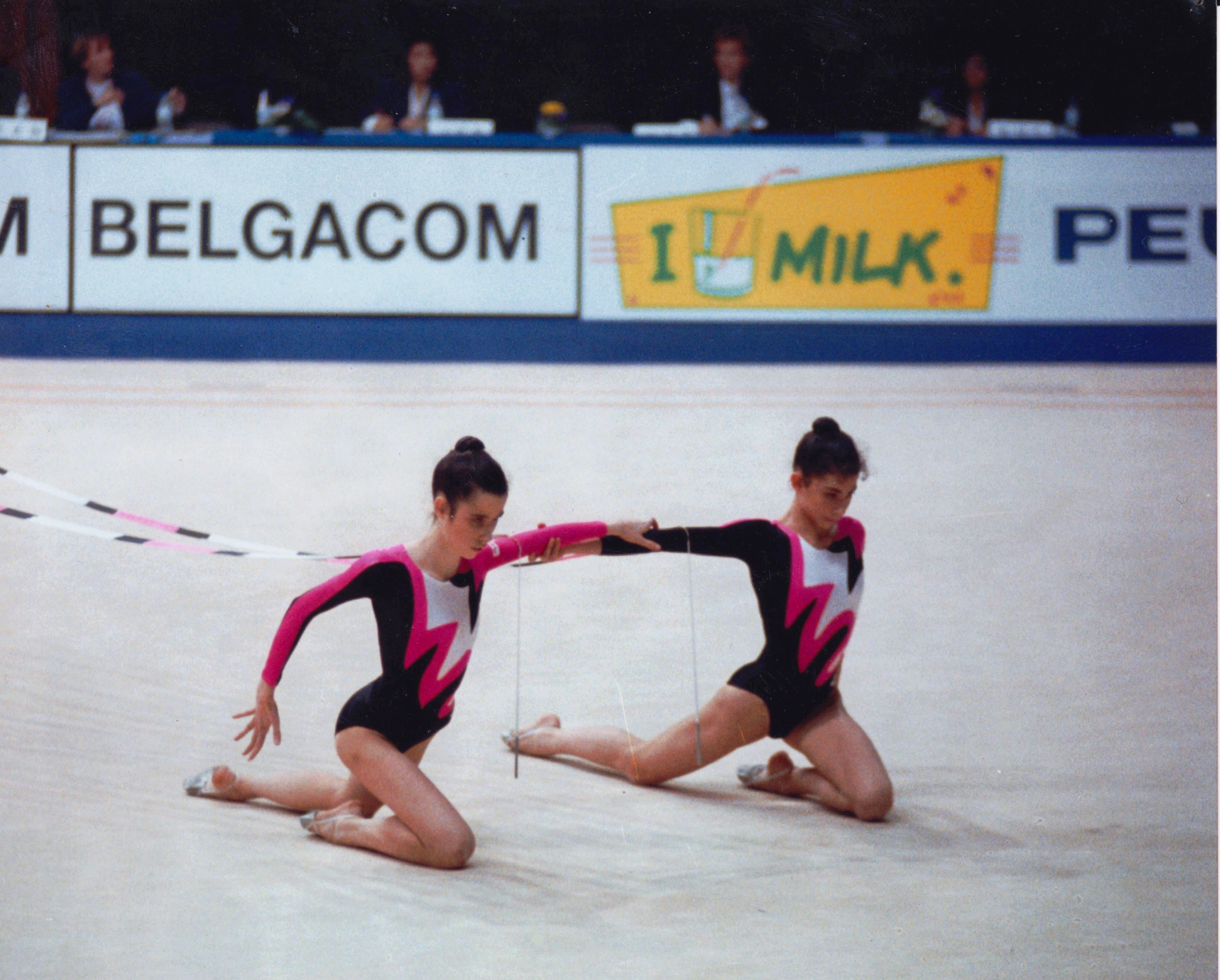
Cristina (derecha) al inicio del ejercicio de cintas en el Mundial de Bruselas (1992).
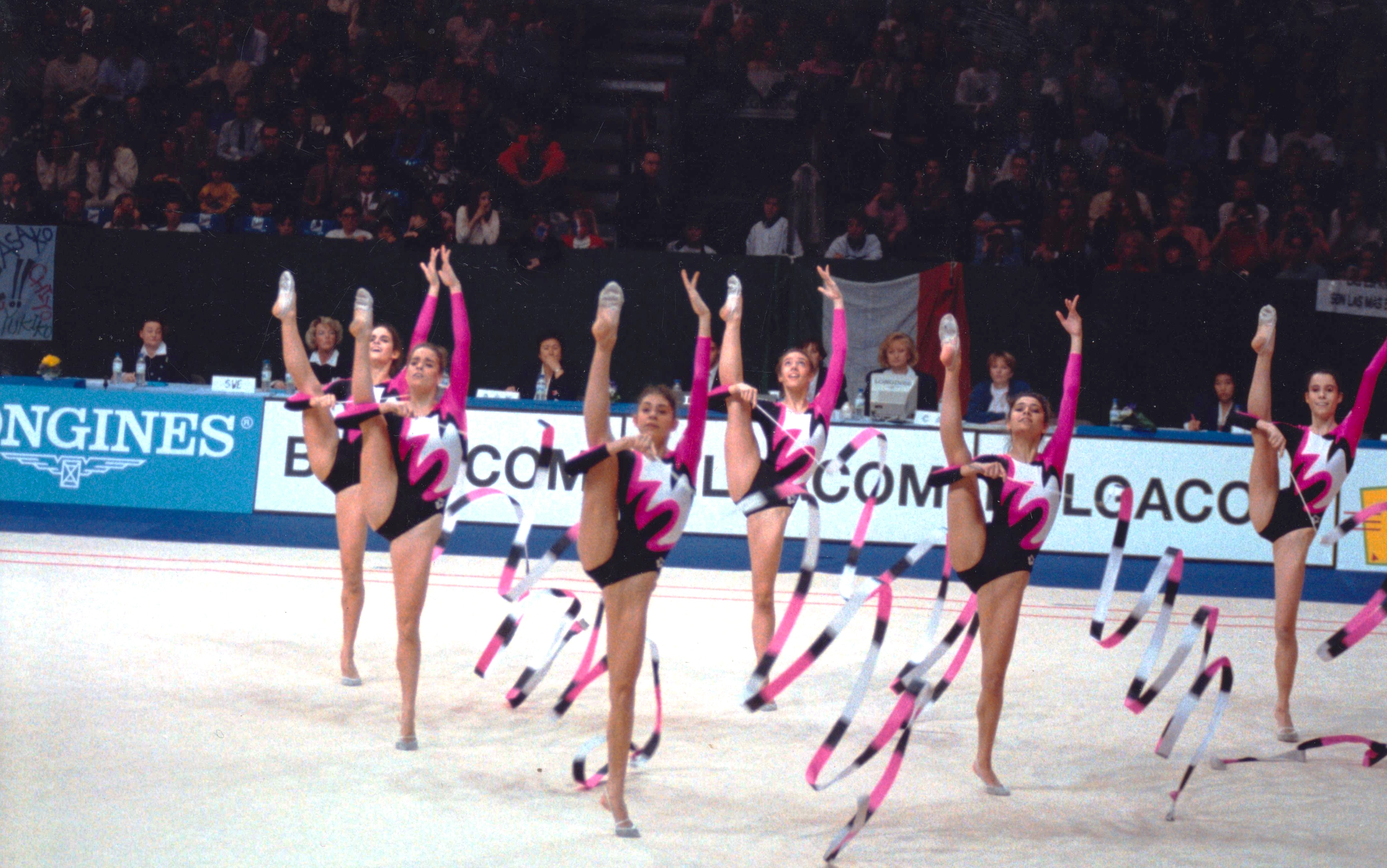
El conjunto durante el ejercicio de 6 cintas en Bruselas.
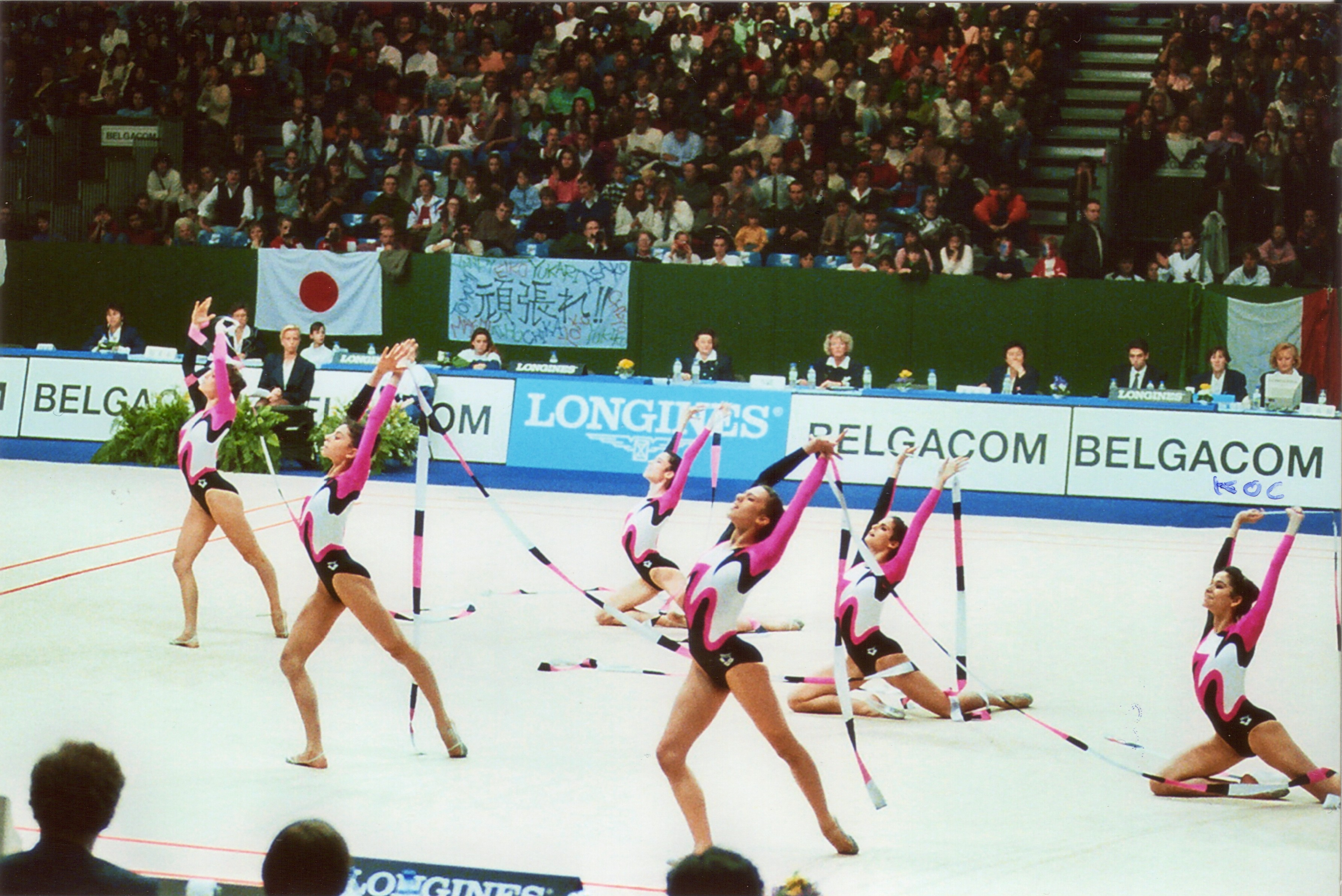
Final del ejercicio de cintas en Bruselas, montaje donde usan la pieza Sevilla de la Suite española, Op. 47 de Isaac Albéniz.
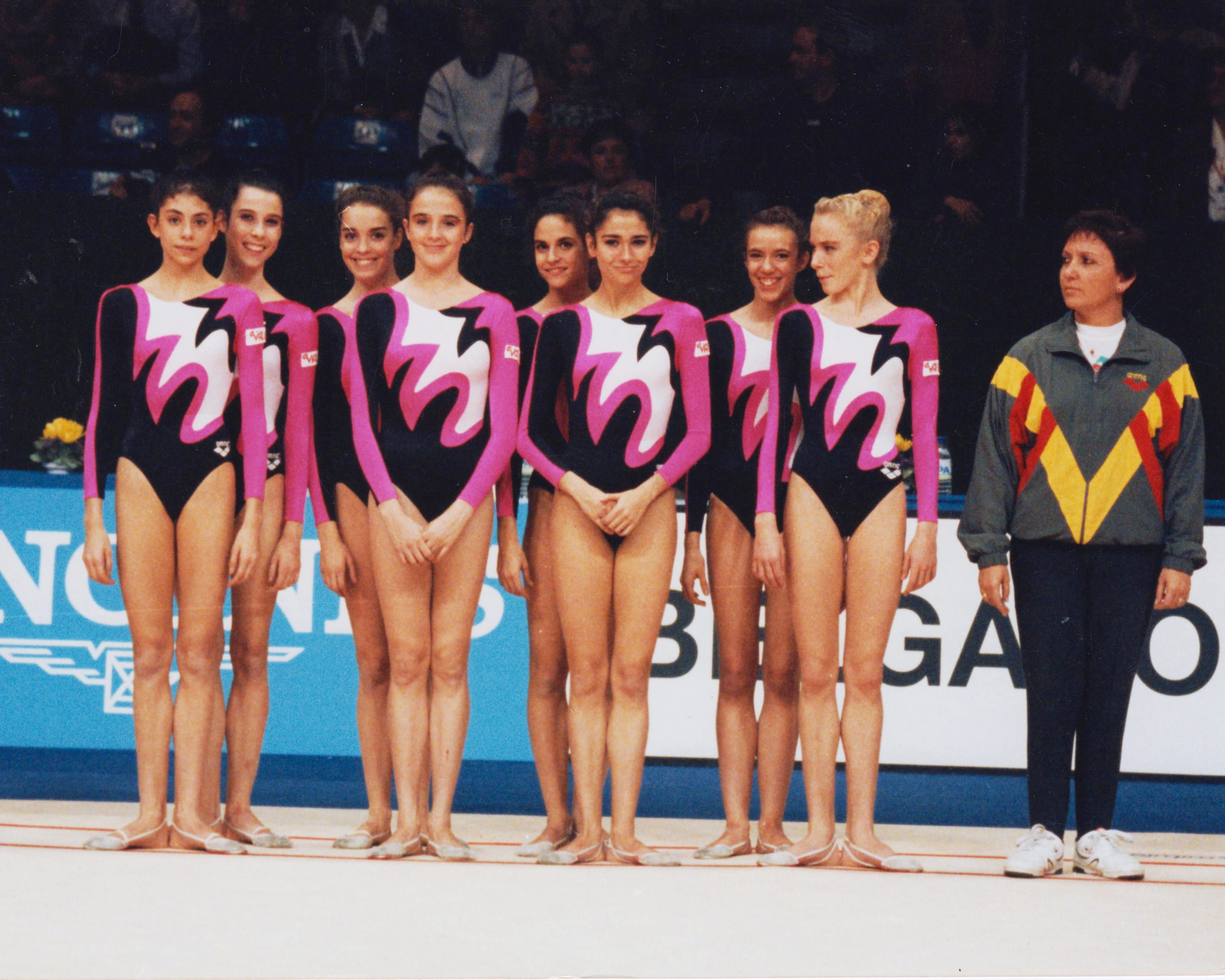
El equipo español antes de subir al podio en dicho Mundial.
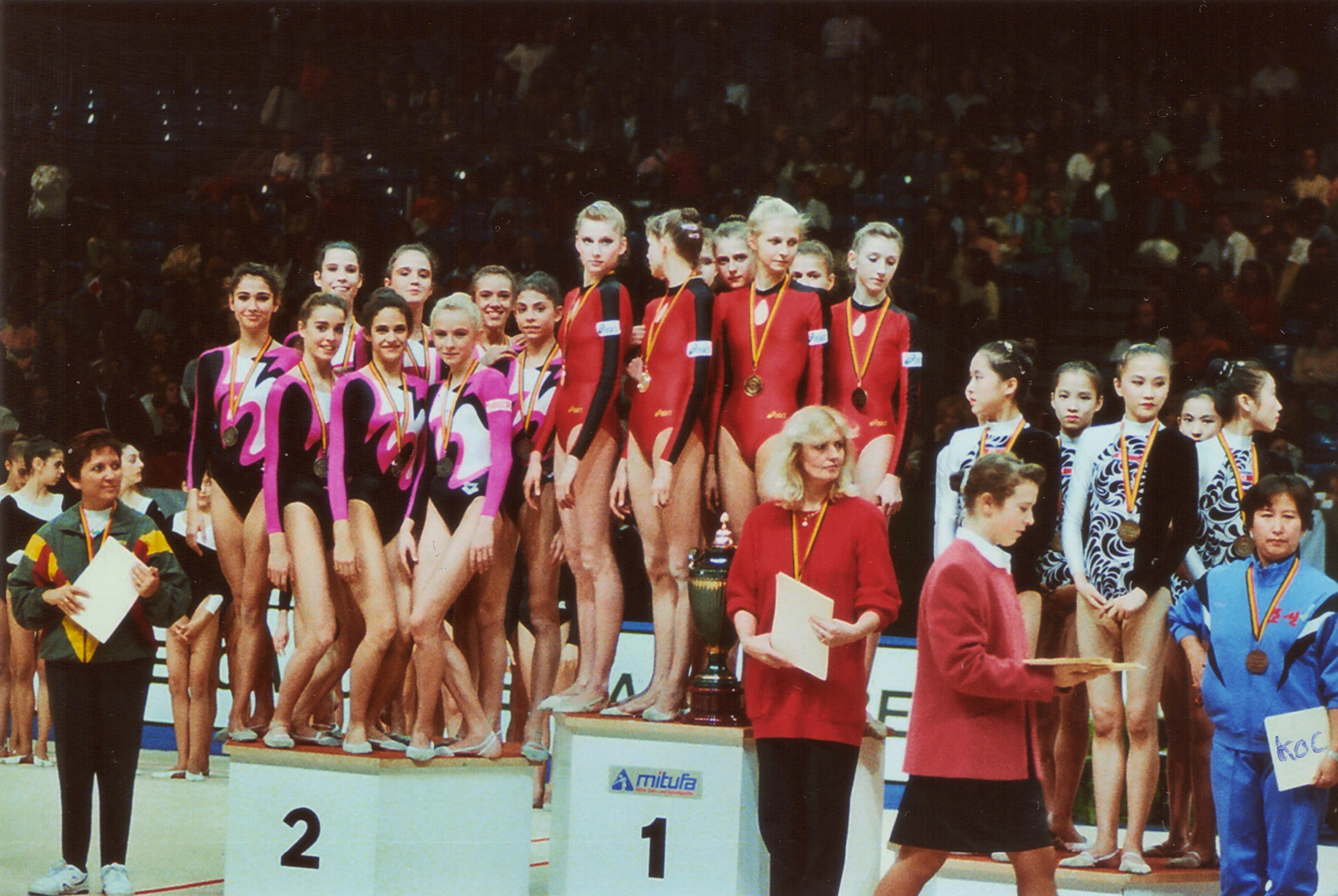
El conjunto español con la plata en el podio del concurso general en Bruselas.
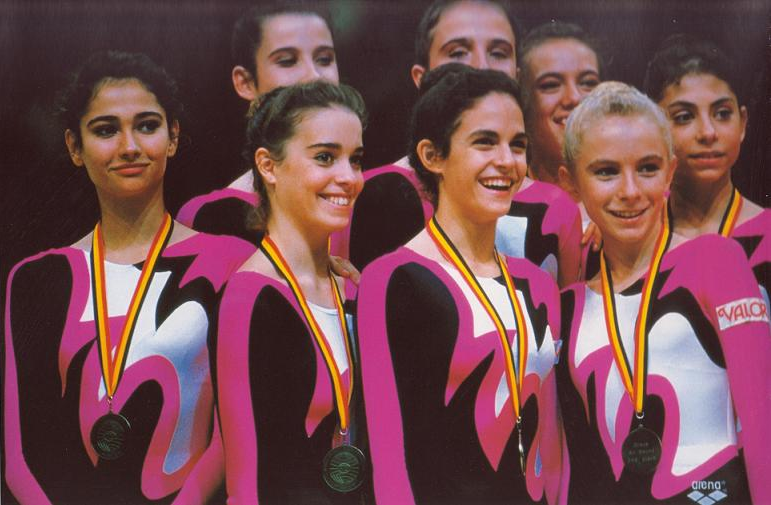
Primer plano del conjunto en el podio de la general de Bruselas.
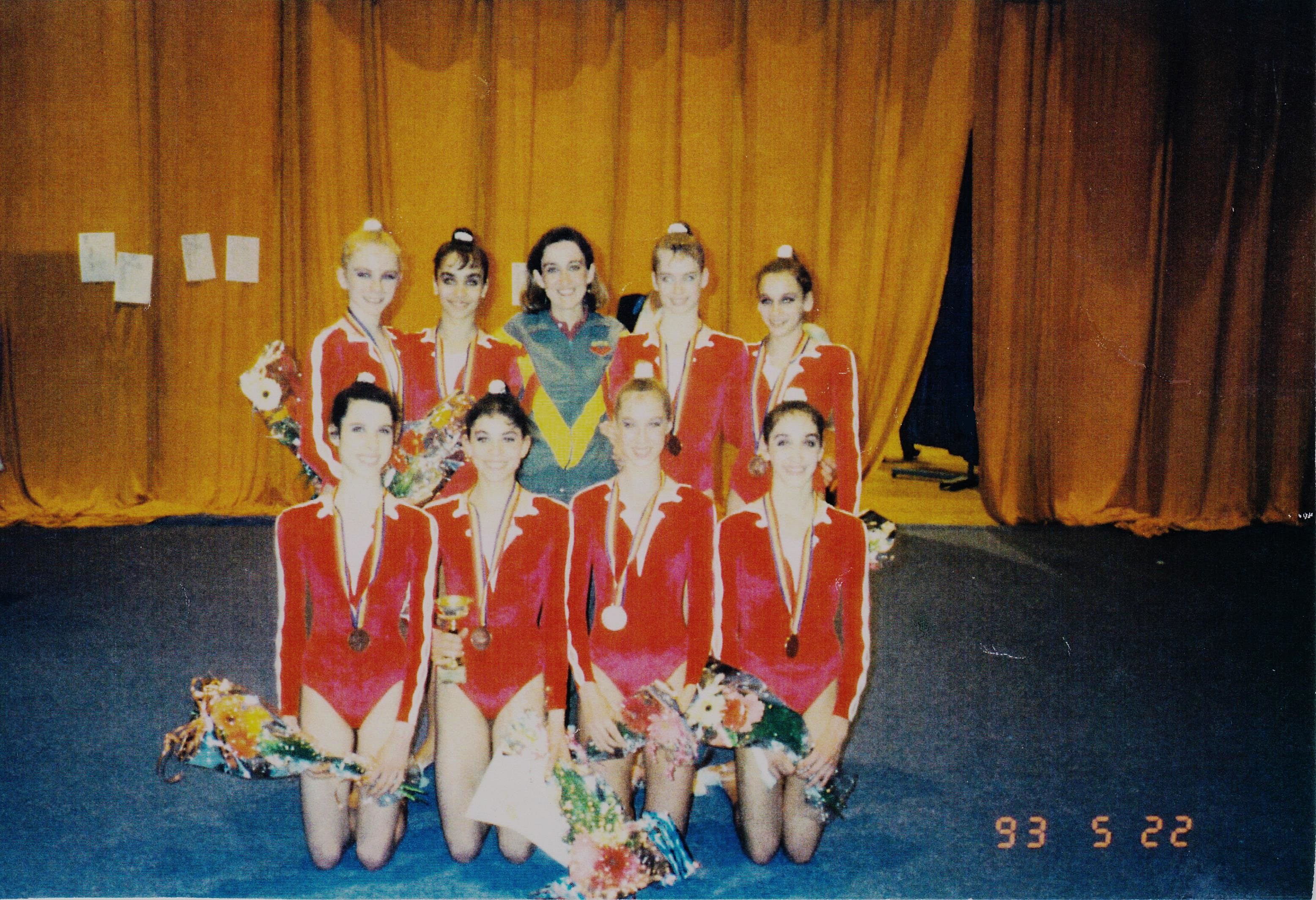
Cristina (abajo, segunda a la izqda.) con el bronce en el Europeo de Bucarest (1993).
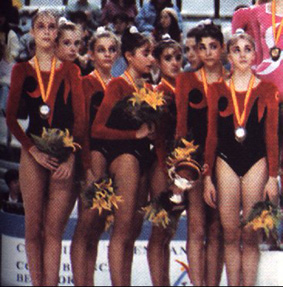
El conjunto español con la plata en el podio del Group Masters de Alicante (1993).
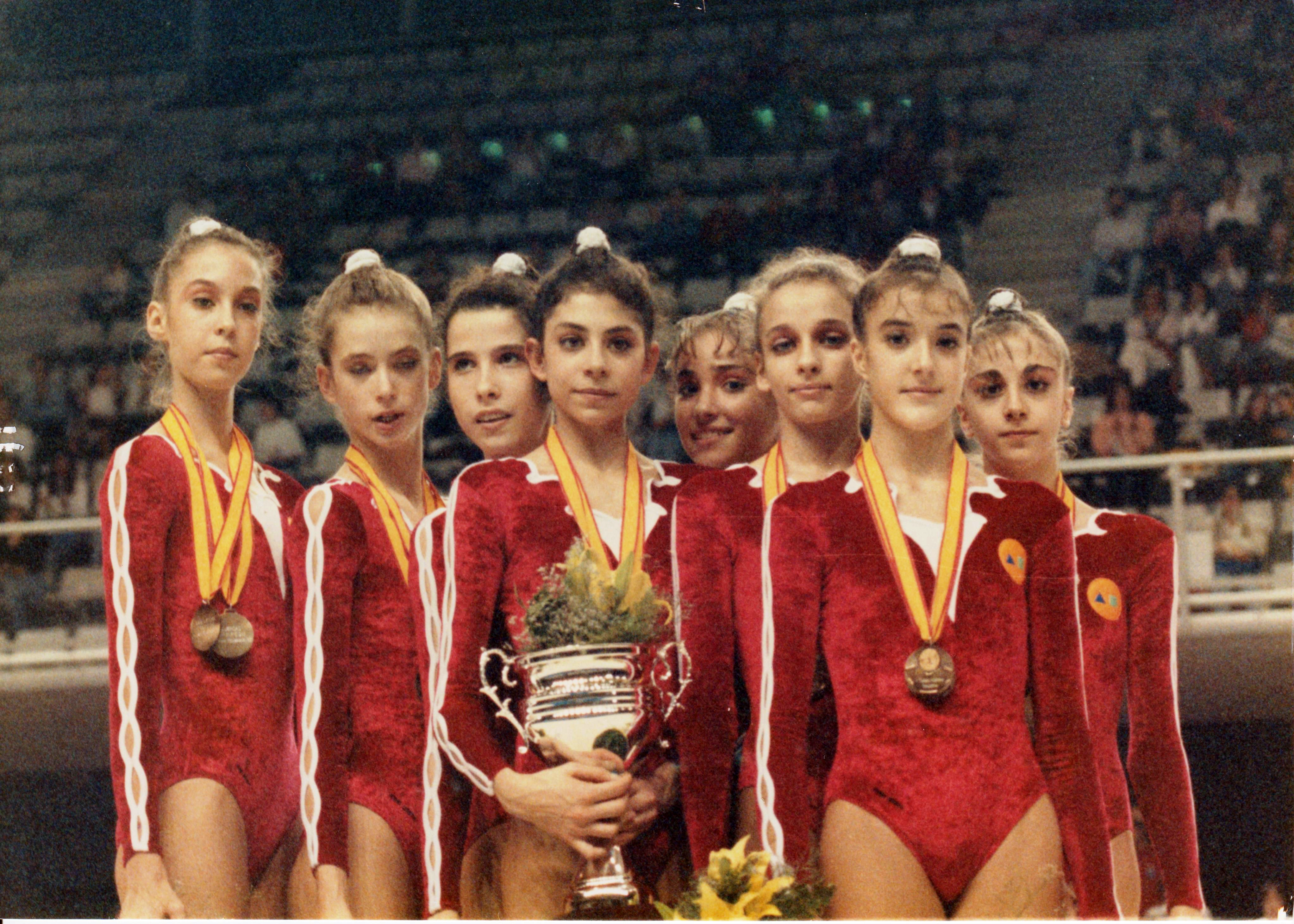
El equipo con dos oros en el podio del Group Masters de Alicante.